# 15
15 је била проста година.

## Догађаји
- XV Аполонска легија је основала тврђаву Емону на месту данашње Љубљане.
- Почетак суђења за „вређање величанства римског народа“.
- У оквиру похода на Германе, Германик је заробио Таконелду, жену Арминија.
- Германик почиње офанзиву на два фронта од Ветера и Могонтиакума. На повратку успева да поново заузме аквилу XIX Легије и посети место битке у Теутобуршкој шуми. Германик наређује сахрану посмртних остатака Варових ратника.
- Германик уништава Матије, престоницу племена Хати.
- Град Варна (Одес) на црноморској обали Бугарске припојен је римској провинцији Мезији.
- Префект Јудеје и Самарије Валерије Грат

## Рођења

### Септембар
- 24. септембар — Вителије, римски цар (у. 69)